# Titerlești
Titerlești es una localidad rumana del oraș de Baia de Aramă, en el condado de Mehedinți.

## Historia
Hacia finales del siglo XIX, la localidad, que ya por entonces pertenecía al condado de Mehedinți, formaba parte de la antigua comuna de Orzești y tenía contabilizadas 83 casas.
En la segunda mitad del siglo XX había pasado a formar parte del oraș de Baia de Aramă. En el censo de 2021 la localidad tenía una población de 262 habitantes.